# میگ-۱۵
میکویان-گورویچ میگ-۱۵ (روسی: Микоян и Гуревич МиГ-۱۵) یک هواپیمای جت جنگنده تک سرنشینه بود که برای نیروی هوایی شوروی توسط آرتم میکویان و میخائیل گورویچ طراحی شد. میگ-۱۵ یکی از موفق‌ترین جنگنده‌های جت با بال‌های پس خمیده بود و در آسمان کره در اوایل جنگ شهرت زیادی به دست آورد.

## مشخصات (میگ-۱۵ بیس)
داده‌ها از OKB Mikoyan, MiG: Fifty Years of Secret Aircraft Design
ویژگی‌های عمومی
- خدمه: ۱
- طول: ۱۰٫۱۰۲ متر (۳۳ فوت ۲ اینچ)
- پهنای بال: ۱۰٫۰۸۵ متر (۳۳ فوت ۱ اینچ)
- ارتفاع: ۳٫۷ متر (۱۲ فوت ۲ اینچ)
- مساحت بال‌ها: ۲۰٫۶ متر مربع (۲۲۲ فوت مربع)
- ایرفویل: root: TsAGI S-10; tip: TsAGI SR-3[۴]
- وزن خالی: ۳٬۶۸۱ کیلوگرم (۸٬۱۱۵ پوند)
- وزن ناخالص: ۵٬۰۴۴ کیلوگرم (۱۱٬۱۲۰ پوند)
- بیشترین وزن برخاست: ۶٬۱۰۶ کیلوگرم (۱۳٬۴۶۱ پوند) با دو ۶۰۰ لیتر (۱۶۰ گالون آمریکایی؛ ۱۳۰ گالون بریتانیایی) مخزن سوخت بیرونی
- ظرفیت سوخت: ۱٬۴۲۰ لیتر (۳۸۰ گالون آمریکایی؛ ۳۱۰ گالون بریتانیایی) داخلی
- پیشرانه: ۱ عدد centrifugal-flow توربوجت کلیموف وی کا-۱, ۲۶٫۵ کیلونیوتن (۵٬۹۵۰ پوند-نیرو) thrust

عملکرد
- حداکثر سرعت: ۱٬۰۷۶ کیلومتر بر ساعت (۶۶۹ مایل بر ساعت، ۵۸۱ گره) در سطح دریا

۱٬۱۰۷ کیلومتر بر ساعت (۶۸۸ مایل بر ساعت؛ ۵۹۸ گره) / ۰٫۹ ماخ در ۳٬۰۰۰ متر (۹٬۸۰۰ فوت)
- حداکثر سرعت: ۰٫۸۷ در سطح دریا ماخ
- سرعت کروز: ۸۵۰ کیلومتر بر ساعت (۵۳۰ مایل بر ساعت، ۴۶۰ گره) ۰٫۶۹ ماخ
- بُرد معبر: ۲٬۵۲۰ کیلومتر (۱٬۵۷۰ مایل، ۱٬۳۶۰ مایل دریایی) at ۱۲٬۰۰۰ متر (۳۹٬۰۰۰ فوت) با ۲ عدد مخزن سوخت بیرونی۶۰۰ لیتر (۱۶۰ گالون آمریکایی؛ ۱۳۰ گالون بریتانیایی)
- حداکثر ارتفاع: ۱۵٬۵۰۰ متر (۵۰٬۹۰۰ فوت)
- نرخ صعود: ۵۱٫۲ متر بر ثانیه (۱۰٬۰۸۰ فوت بر دقیقه)
- بارگیری بال: ۲۹۶٫۴ کیلوگرم بر متر مربع (۶۰٫۷ پوند بر فوت مربع)
- نیرو/وزن: ۰٫۵۴

تسلیحات

طرح سه نمای میگ ۱۵

- اسلحه‌ها: ** ۲ قبضه توپ خودکار ۲۳ میلی‌متری نودلمان-ریختر ان.آر-۲۳ در سمت چپ و پائین بدنه (۸۰ گلوله در هر اسلحه، مجموعاً ۱۶۰ گلوله)
  - ۱ قبضه توپ خودکار ۳۷ میلی‌متری نودلمان ان-۳۷ در سمت راست و پائین بدنه (۴۰ گلوله در اسلحه)
- آویزگاه‌های حمل سلاح: ۲ ، با قابلیت حمل ترکیبی از:
  - بمب‌ها: ۱۰۰ کیلوگرم (۲۲۰ پوند) انواع بمب‌های سقوط آزاد
  - سایر: مخزن سوخت بیرونی، یا راکت‌های غیرقابل هدایت